# El mujeriego (película española)
El mujeriego es una película española dirigida por Francisco Pérez-Dolz y protagonizada por Cassen.

## Sinopsis
Un jugador de quinielas acierta el premio de 14 y a partir de ahí tiene más problemas de los esperados.